# Naruki Doi
Naruki Doi (土井 成樹 Doi Naruki?) (4 de octubre de 1980) es un luchador profesional japonés, mayormente famoso por su trabajo en Toryumon y Dragon Gate.

## Carrera

### Toryumon (2000-2004)
Después de graduarse en el Último Dragón Gym, Naruki debutó en Toryumon México en 2000, perdiendo ante Kenichiro Arai. Compitiendo los dos años siguientes tanto en Toryumon como en la empresa International Wrestling Revolution Group, Doi fue renombrado como Second Doi, usando un gimmick de jugador de béisbol basado en el jugador de los Yomiuri Giants Shozo Doi. En 2002, Second Doi fue trasladado a Toryumon 2000 Project (T2P), una marca en la que se usaba un estilo de llaveo mexicano.

### Dragon Gate (2004-presente)
Después de la ida de Último Dragón de la empresa, Toryumon Japan fue renombrado Dragon Gate, contratando a gran parte de los antiguos luchadores de Japan.

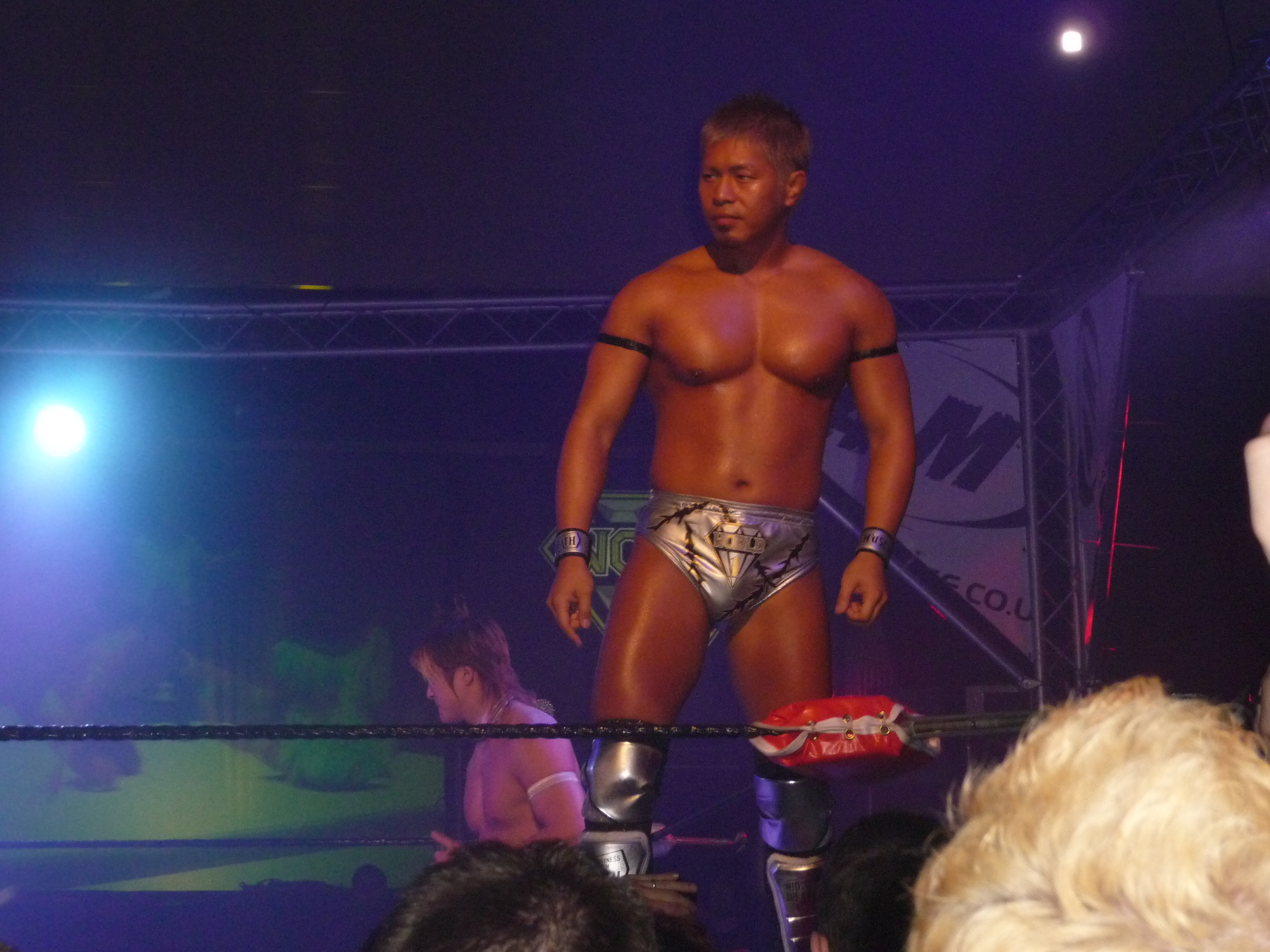
Doi en 2009.

## En lucha
- Movimientos finales
  - Doi 555[1][2][3] (Sitout forward fireman's carry facebuster, a veces desde una posición elevada)
  - Bakatare Sliding Kick[1][2] (Running arched big boot a un oponente levantándose, a veces realizado varias veces seguidas)
  - Muscular Bomb[2] (Half Nelson wheelbarrow driver) - 2007-presente
  - Golden Glove[4] (Reverse Boston crab surfboard camel clutch) - 2000-2004

- Movimientos de firma
  - V9 Clutch[1][2][3] (Arm trap somersault cradle pin)
  - Dai Bosou[1][2][3] (Cannonball senton)
  - Bosou Elbow[3] (High-angle diving elbow drop)
  - Campana[3] (Wheelbarrow bodyscissors victory roll derivado en reverse Boston crab surfboard)
  - Back to back double underhook piledriver
  - Dropkick, a veces desde una posición elevada
  - Flapjack hangman
  - Indian deathlock abdominal strecht
  - Inverted DDT
  - Lifting sitout spinebuster
  - Múltiples slaps
  - Running crossbody a la espalda de un oponente sobre la segunda cuerda
  - Sitout spin-out powerbomb
  - Suicide dive
  - Turnbuckle powerbomb
  - Varios tipos de suplex:
    - Belly to back, a veces desde una posición elevada
    - Bridging double chickenwing
    - Bridging German, a veces desde una posición elevada

- Apodos
  - "Bosou Muscle" (Músculo Arrasador)[2]

## Campeonatos y logros
- All Japan Pro Wrestling
  - World Junior Heavyweight Championship (2 veces)[5]
- DDT Pro-Wrestling
  - DDT Universal Championship (1 vez)[6]
  - KO-D 6-Man Tag Team Championship (1 vez) — con Toru Owashi & Kazuki Hirata
  - Ironman Heavymetalweight Championship (2 veces)[7]

- Dragon Gate
  - Dragon Gate Open the Dream Gate Championship (1 vez)[8]
  - Dragon Gate Open the Brave Gate Championship (2 veces)[8]
  - Dragon Gate Open the Triangle Gate Championship (15 veces) – con CIMA & Don Fujii (1), CIMA & Shingo Takagi (1), Gamma & Masato Yoshino (3), Gamma & Magnitude Kishiwada (1), Magnitude Kishiwada & Masato Yoshino (1), PAC & Naoki Tanizaki (1), PAC & Masato Yoshino (1), Masato Yoshino & Shachihoko Boy (1), Rich Swann & Shachihoko Boy (1), Cyber Kong & Kzy (1), Big R Shimizu & Ben-K (1), Masato Yoshino & Jason Lee (1), Kota Minoura & Minorita (1)[8]
  - Dragon Gate Open the Twin Gate Championship (3 veces) – con Masato Yoshino (2) y Gamma (1)[8]
  - Dragon Gate I-J Heavyweight Tag Team Championship (1 vez) – con Masato Yoshino[8]
  - King of Gate (2008)
  - Summer Adventure Tag League (2007) – con Masato Yoshino
  - Summer Adventure Tag League (2008) – con Masato Yoshino
  - Summer Adventure Tag League (2010) – con Masato Yoshino
  - One Night 10 Man Tag Tournament (2004) - con Masaaki Mochizuki, Susumu Yokosuka, K-ness & Kenichiro Arai

- Pro Wrestling NOAH
  - GHC Junior Heavyweight Tag Team Championship (1 vez) – con Masato Yoshino[8]

- Ring of Honor
  - ROH World Tag Team Championship (1 vez) – con SHINGO[9]

- Toryumon
  - UWA World Trios Championship (1 vez) – con Dragon Kid & Kenichiro Arai[8]

- Pro Wrestling Illustrated
  - Situado en el N°254 en los PWI 500 de 2006[10]
  - Situado en el N°225 en los PWI 500 de 2008[11]
  - Situado en el Nº104 en los PWI 500 de 2010[12]

- Wrestling Observer Newsletter
  - Lucha de 5 estrellas (2006) con CIMA & Masato Yoshino contra Dragon Kid, Genki Horiguchi & Ryo Saito (ROH Supercard of Honor, 31 de marzo)[13]
  - Lucha del año (2006) con CIMA & Masato Yoshino contra Dragon Kid, Genki Horiguchi & Ryo Saito (ROH Supercard of Honor, 31 de marzo)[13]